# Nidularium amazonicum
Nidularium amazonicum är en gräsväxtart som först beskrevs av John Gilbert Baker, och fick sitt nu gällande namn av Jean Jules Linden, Charles Jacques Édouard Morren och Carl Lindman. Nidularium amazonicum ingår i släktet Nidularium och familjen Bromeliaceae. Inga underarter finns listade i Catalogue of Life.

## Bildgalleri

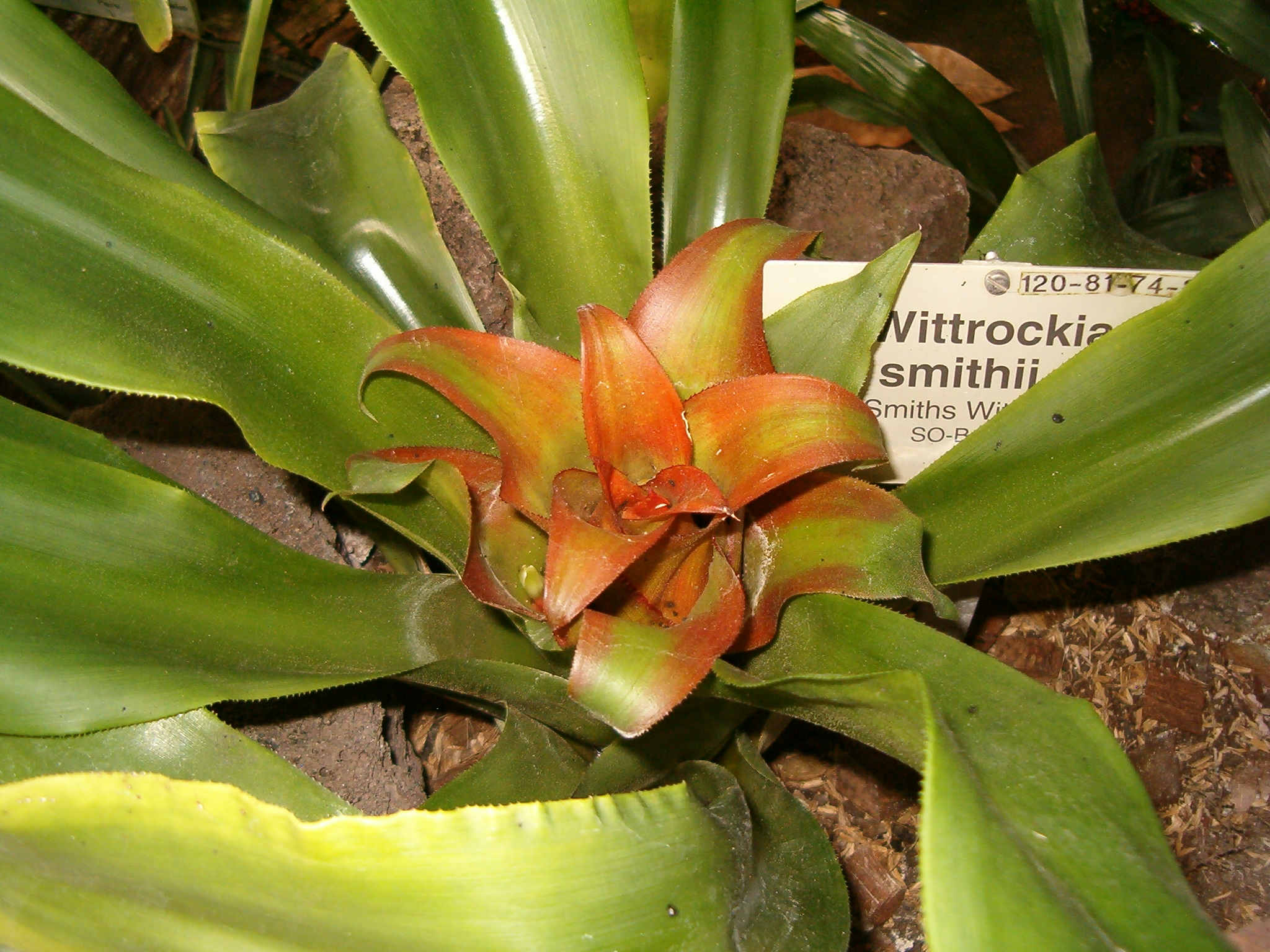